# Championnat d'Égypte de football 1986-1987
Navigation
Saison précédente Saison suivante
La saison 1986-1987 du Championnat d'Égypte de football est la 31e édition du championnat de première division égyptien. Douze clubs égyptiens prennent part au championnat organisé par la fédération. Les équipes sont regroupées au sein d'une poule unique où elles rencontrent leurs adversaires deux fois, à domicile et à l'extérieur. À l'issue du championnat, les deux derniers du classement sont relégués et remplacés par les deux meilleures équipes de D2.
C'est le club d'Al Ahly SC, double tenant du titre, qui remporte à nouveau la compétition, après avoir terminé en tête du classement final, avec quatre points d'avance sur le Zamalek SC et seize sur le Tersana SC. C'est le 21e titre de champion d'Égypte de l'histoire du club.

## Les clubs participants
| - Al Ahly SC - Zamalek SC - Ittihad Alexandrie - Ismaily SC - Tersana SC - Al Mansourah Sporting Club | - Gazl Domiyat - Promu de D2 - Al Mareekh FC - Promu de D2 - Suez El-Riyadi - Al-Moqaouloun - Al-Masry Club - Ghazl El Mahallah |

## Compétition

### Classement
Le classement est établi sur le barème de points classique (victoire à 3 points, match nul à 1, défaite à 0).
| Rang | Équipe                     | Pts | J  | G  | N  | P  | Bp | Bc | Diff |
| ---- | -------------------------- | --- | -- | -- | -- | -- | -- | -- | ---- |
| 1    | Al Ahly SC 'T' (C1)        | 50  | 22 | 15 | 5  | 2  | 30 | 8  | +22  |
| 2    | Zamalek SC                 | 46  | 22 | 14 | 4  | 4  | 30 | 13 | +17  |
| 3    | Tersana SC                 | 34  | 22 | 8  | 10 | 4  | 18 | 16 | +2   |
| 4    | Ismaily SC                 | 33  | 22 | 9  | 6  | 7  | 27 | 18 | +9   |
| 5    | Al-Moqaouloun              | 32  | 22 | 8  | 8  | 6  | 16 | 14 | +2   |
| 6    | Ghazl El Mahallah          | 28  | 22 | 5  | 13 | 4  | 26 | 17 | +9   |
| 7    | Ittihad Alexandrie         | 24  | 22 | 5  | 9  | 8  | 11 | 24 | -13  |
| 8    | Al-Masry Club              | 23  | 22 | 5  | 8  | 9  | 15 | 20 | -5   |
| 9    | Gazl Domiyat P             | 20  | 22 | 2  | 14 | 6  | 12 | 17 | -5   |
| 10   | Al Mareekh FC P            | 18  | 22 | 3  | 9  | 10 | 11 | 30 | -19  |
| 11   | Suez El-Riyadi             | 17  | 22 | 2  | 11 | 9  | 12 | 19 | -7   |
| 12   | Al Mansourah Sporting Club | 16  | 22 | 1  | 13 | 6  | 11 | 23 | -12  |

| Légende : Qualifications et relégations | Légende : Qualifications et relégations                                                             |
| --------------------------------------- | --------------------------------------------------------------------------------------------------- |
|                                         | Qualification pour la Coupe d'Afrique des clubs champions 1988                                      |
|                                         | Relégation directe en deuxième division                                                             |
|                                         | T : Tenant du titre P : Promu de D2 (C1) : Vainqueur de la Coupe d'Afrique des clubs champions 1987 |

## Bilan de la saison
| Championnat d'Égypte de football 1986-1987 |                            |
| Champion                                   | Al Ahly SC (21e titre)     |
| Coupes et trophées                         |                            |
| Vainqueur de la Coupe d'Égypte 1986-1987   | Non disputée               |
| Qualifications continentales               |                            |
| Coupe d'Afrique des clubs champions 1988   | Al Ahly SC                 |
| Coupe des Coupes 1988                      | Aucun                      |
| Promotions et relégations                  |                            |
| Promus en Egyptian Premier League          | Al Olympi                  |
| Promus en Egyptian Premier League          | Helwan Textiles            |
| Relégués en Egyptian Second League         | Suez El-Riyadi             |
| Relégués en Egyptian Second League         | Al Mansourah Sporting Club |